# Юта (музичний гурт)
«Юта» — російський рок-гурт, утворений 1999 року.

## Історія
Група заснована в 1999 р., її творці — Юта і Олександр Семенов. Створення групи було своєрідною відповіддю Garbage,The Cranberries і Smashing Pumpkins з урахуванням російського менталітету. Сама Юта характеризує стиль групи як «електроніка з одного боку, з іншого — живе гітарне звучання, з третього — матеріал абсолютно російський». Критики ж характеризують стиль групи як рок. У деяких піснях зустрічаються риси пост-панку, фолку, гранджу та панк-року.
Склад групи змінювався досить часто, в основному, це музиканти з Єкатеринбурга; незмінним учасником групи залишалася тільки її солістка «Юта» (справжнє ім'я Анна Сьоміна, народилася 20 червня 1979 у Свердловську, закінчила Гнесінське училище за класом фортепіано).
На найвідоміші пісні гурту зняті кліпи, наприклад, на пісні «Хмель и солод», «Девочка». Також Юта писала музику до серіалів «Солдати» і «Студенти».
У 2011 р. написала музику до серіалу «Метод Лаврової» і фільму «Чоловіча жіноча гра».
4 червня 2012 р. в своєму «Живому журналі» Юта заявила про припинення існування групи і початок сольної кар'єри під ім'ям Анна Герцен, але в 2013 р. знову зібрала гурт «Юта».

## Склад
- Анна Сьоміна («Юта») — вокал, клавішні
- Ілля Володін — гітара
- Влад Волков — перкусія
- Олександр Бакунін — бас-гітара
- Олег Шунцов — барабани

## Дискографія

### Альбоми
- 2001 — Легко и даже изящно (перевиданий у 2004 р.)
- 2002 — Хмель и солод
- 2003 — Рожь и клевер
- 2004 — Девочка
- 2004 — ReMixed
- 2005 — Телерадиосны
- 2007 — После
- 2008 — На краю
- 2009 — Лучшие песни (збірка)
- 2009 — Лучшая коллекция (антологія, MP3-збірка усіх оф. альбомів)
- 2014 — Кстати
- 2016 — Мои родные
- 2017 — В глубине твоего сердца

### Радіосингли
| Рік  | Назва              |
| ---- | ------------------ |
| 2001 | «Мальчик, ты чей?» |
| 2002 | «Падать»           |
| 2002 | «Хмель и солод»    |
| 2004 | «Жили-были»        |
| 2004 | «Девочка»          |
| 2007 | «После»            |
| 2014 | «Кстати»           |
| 2014 | «Любимый мой»      |

## Відеокліпи
- 2001 — Мальчик, ты чей?
- 2001 — Мел
- 2002 — Падать (реж. — Олександр Солоха)
- 2002 — Хмель и солод (реж. — Олександр Солоха)
- 2003 — Дождь любви
- 2004 — Жили-были (реж. — Я. Пилунський)
- 2004 — Авария (реж. Андрій Росс)
- 2004 — Девочка
- 2007 — После (реж. — Олександр Куріцин)
- 2014 — Кстати (реж. — Олег Сьомін)
- 2014 — Любимый мой  (реж. — Андрій Артюхов, Софія Виборнова) OST Поки станиця спить

## Музика в кіно
- Солдати (телесеріал)
- Туристи (телесеріал)
- Студенти (телесеріал)
- Після життя
- Фірмова історія (телесеріал)